# Acid hipobromos
Acidul hipobromos este un acid anorganic cu formula chimică HBrO. Acidul hipobromos se prepară prin agitarea unei suspensii de oxid de mercur (HgO) sau oxid de argint (Ag2O) în apa de brom; conținutul de acid hipobromos obținut este de aproximativ 6 %. Prepararea acidului hipobromos se face după reacția:
{\displaystyle {2HgO+2Br_{2}+H_{2}O\rightarrow O-Hg-Br-Hg-Br+2HBrO}} 

O altă metodă de preparare a acidului hipobromos poate rezulta prin dizolvarea chimică a bromului în apă distilată, după reacția de disproporționare:
{\displaystyle {Br_{2}+HOH\rightarrow HBrO+HBr}} 